# Міністерство чорної металургії Української РСР
Міністерство чорної металургії Української РСР — союзно-республіканське міністерство, входило до системи органів чорної металургії СРСР і підлягало в своїй діяльності Раді Міністрів УРСР і Міністерству чорної металургії СРСР.
Після 1965 року розташовувалося в Дніпропетровську у колишньому будинку Придніпровського Раднаргоспу на центральній площі міста — площі Леніна.

## Історія
Створене 12 лютого 1954 року. 31 травня 1957 року ліквідоване. Знову утворене 23 жовтня 1965 року. Існувало до вересня 1987 року.

## Міністри чорної металургії УРСР
- Тищенко Сергій Іларіонович (1954—1957)

- Куликов Яків Павлович (1965—1981)
- Галкін Дмитро Прохорович (1981—1987)